# Manu Chao

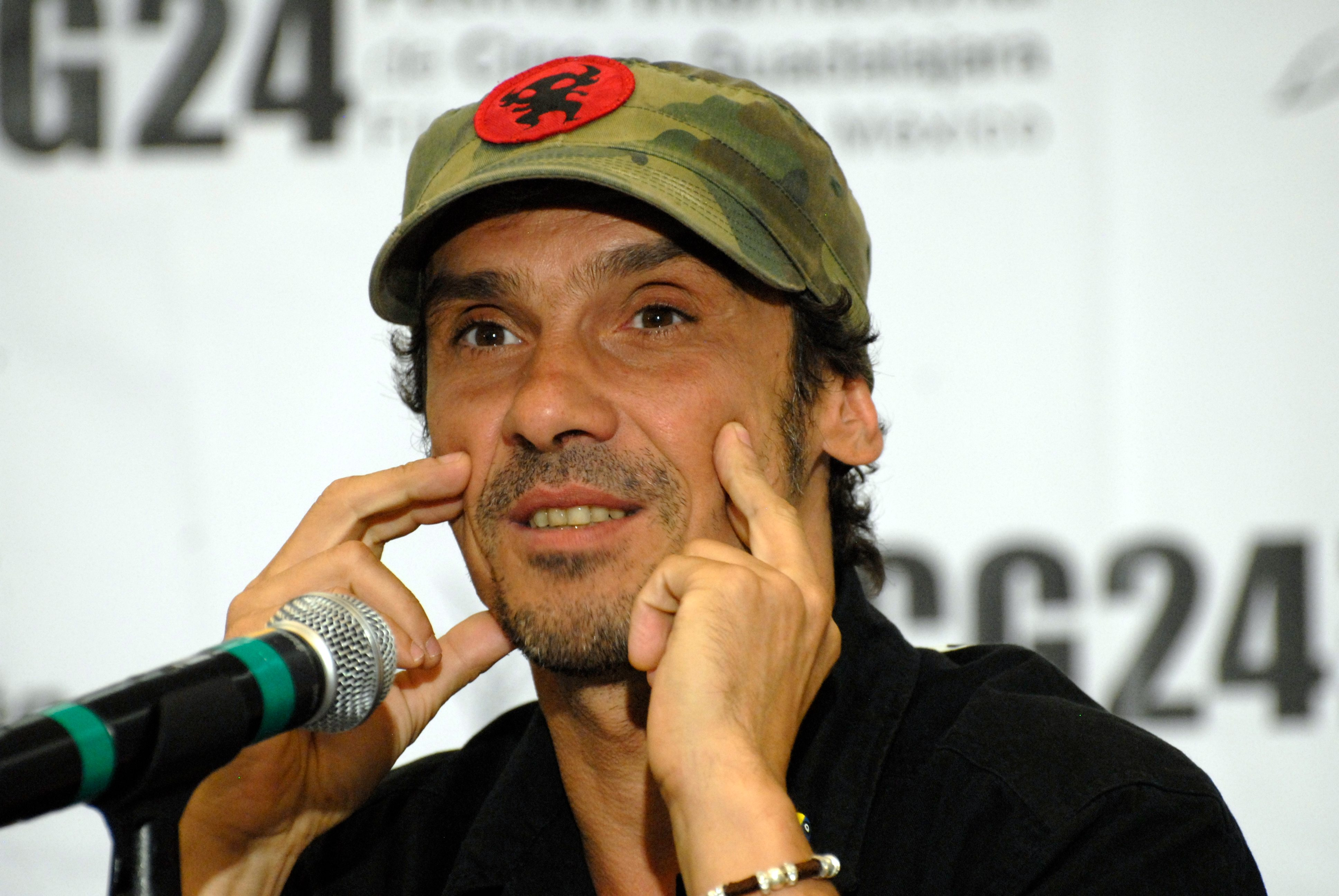
Manu Chao 2009.

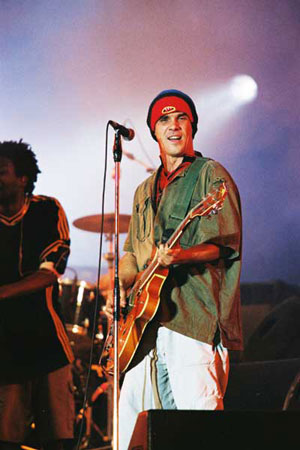
Manu Chao 2001.

Manu Chao, född 21 juni 1961 i Paris, Frankrike, egentligen Jose-Manuel Thomas Arthur Chao, även kallad Oscar Tramor, är en spansk-fransk musiker. Chao sjunger på franska, spanska, arabiska, portugisiska, engelska och wolof, och ofta byter han språk flera gånger i samma låt. Många låtar har klara reggae- eller ska-influenser, och han experimenterar med annan latinamerikansk musik som cumbia, salsa och texmex samt engelsk/fransk punk, new wave och vanlig rock.

## Biografi
Chaos föräldrar är spanjorer som bodde i Frankrike. Han växte upp i Boulogne-Billancourt och senare i Sèvres, i utkanten av Paris. Chao blev tidig intresserad av Chuck Berrys musik och av spanska revolutionära sånger. 1985 gick han med i en rock/rhytm'n'blues-grupp vid namn Hot Pants. Tillsammans med sin bror Antoine Chao grundade Manu Chao bandet Mano Negra, som verkade mellan 1987 och 1998. Gruppens första album, som hette Patchanka, kom ut i juni 1988.
Efter att ha lämnat gruppen flyttade Chao till Madrid i Spanien. Senare började han spela tillsammans med latinamerikanska grupper, som Tijuana No! i Mexiko, Skank i Brasilien och Todos Tus Muertos i Argentina. 1998 solodebuterade han med albumet Clandestino och under det följande året slog han igenom i större delen av Europa med bland annat låten "Bongo Bong". Hans andra soloalbum, Próxima Estación: Esperanza, gavs ut 2001, innehållande bland annat hiten "Me Gustas Tú". En låt som alltid finns med i hans framträdanden är Mr. Bobby, i vilken han refererar till Bob Marley.

## Diskografi

### Med Mano Negra
- Patchanka - 1988
- Puta's fever - 1989
- King of Bongo - 1991
- Amerika Perdida - 1991
- In the Hell of Patchinko - 1992
- Casa Babylon - 1994
- Best of Mano Negra - 1998
- Best of Mano Negra 2005 - 2005

### Album
- 1998 – Clandestino
- 2001 – Próxima Estación: Esperanza
- 2002 – Radio Bemba Sound System (live)
- 2005 – Sibérie m’était contéee
- 2007 – La Radiolina
- 2009 – Baionarena (live)

### Singlar
- 1999 – Bongo Bong
- 2000 – "Clandestino"
- 2001 – Merry Blues
- 2001 – Me Gustas Tú
- 2002 – Mr. Bobby
- 2007 – Rainin In Paradize

### DVD
- 2002: Babylonia en Guagua
- 2005: Mano Negra: Out of time
- 2009: Baionarena